# Corniche des Cévennes
Pour les articles homonymes, voir Route en corniche.
La route dite de la Corniche des Cévennes s'étend sur 50 kilomètres dans le massif des Cévennes, entre Florac au nord et Saint-Jean-du-Gard au sud. Cette route de crête relie les deux villes par une succession de cols surplombant notamment la vallée Française au nord et la vallée Borgne au sud.

## Histoire

### Antiquité
Dès le IIIe siècle av. J.-C. l'itinéraire est utilisé par les peuplades gauloises pour relier Nîmes, capitale des Volques Arécomiques à Andéritum (Javols), capitale des Gabales.

### Moyen Âge
Draille de transhumance ovine, ce chemin de crêtes devînt un parcours emprunté par les bergers du Bas-Languedoc pour rejoindre avec leurs troupeaux les pâturages d'estive de l'Aigoual, du Bougès, du Mont Lozère, de l'Aubrac ou de la Margeride. Il constitue de même, sous forme de piste muletière, un parcours d'échanges commerciaux entre sud du Massif central et plaines languedociennes qui prend le nom de Grand chemin d'Anduze au Gévaudan.

### XVIIesiècle
Le trafic muletier est alimenté par l'activité lainière du Gévaudan et des Cévennes puis se voit amplifié par le développement local de la sériciculture. Des relais d'affenage jalonnent dès lors la piste pour l'hébergement et la nourriture des mules. Le parcours est également emprunté par des colporteurs.
En 1690 la piste, est restaurée à des fins militaires et devient la portion cévenole de la route royale de Nîmes à Saint-Flour. Pour mieux contrôler le pays, l'intendant du Languedoc Nicolas de Lamoignon de Basville fait réaliser vingt-deux chemins stratégiques dont la route de la Corniche devient l'armature. Le caractère de route de crêtes reliant une succession de cols constitue dès lors un moyen majeur de surveillance des vallées camisardes adjacentes par les troupes de répression (dragons, fusiliers, miquelets, etc.) pouvant dès lors accéder aux villages huguenots les plus reculés. La route royale de la Corniche et ses alentours deviennent ainsi le théâtre de plusieurs affrontements entre camisards et régiments royaux lors de la guerre des Cévennes.

### XVIIIesiècle
Au XVIIIe siècle certains relais d'affenage se transforment en relais de poste assurant le changement de chevaux et le renfort d'attelage pour les voitures hippomobiles.

### XIXesiècle
En 1811, la route est classée route impériale no 127 de Nîmes à Saint-Flour.
En 1838, un projet d'amélioration est lancé ; il mettra quarante ans pour aboutir.

### XXesiècle
Le Club cévenol, à compter de son congrès de 1927, multiplie les démarches pour obtenir la remise en état de la route de la Corniche alors délaissée et concurrencée par le chemin de fer de la ligne de Florac à Sainte-Cécile-d'Andorge.
Dans la seconde moitié du XXe siècle la route devient un parcours panoramique à vocation touristique.

## Géographie
Son point le plus élevé est à 1 018 m au col des Faïsses.

### Parcours
Du nord au sud, la Corniche des Cévennes passe par :
- Florac ;
  - la route D 907 (département de la Lozère)
  - la route D 983 (département de la Lozère)
- Saint-Laurent-de-Trèves ;
  - la route D 9 (département de la Lozère)
- le col du Rey (987 m) ;
- le col des Faïsses (1 018 m) ;
- le col de la Solpérière (1 010 m) ;
- Le Pompidou ;
- le col de l'Exil (704 m) ;
- le col Saint-Pierre (597 m) ;
  - la route D 260 - Département du Gard
- Saint-Jean-du-Gard.

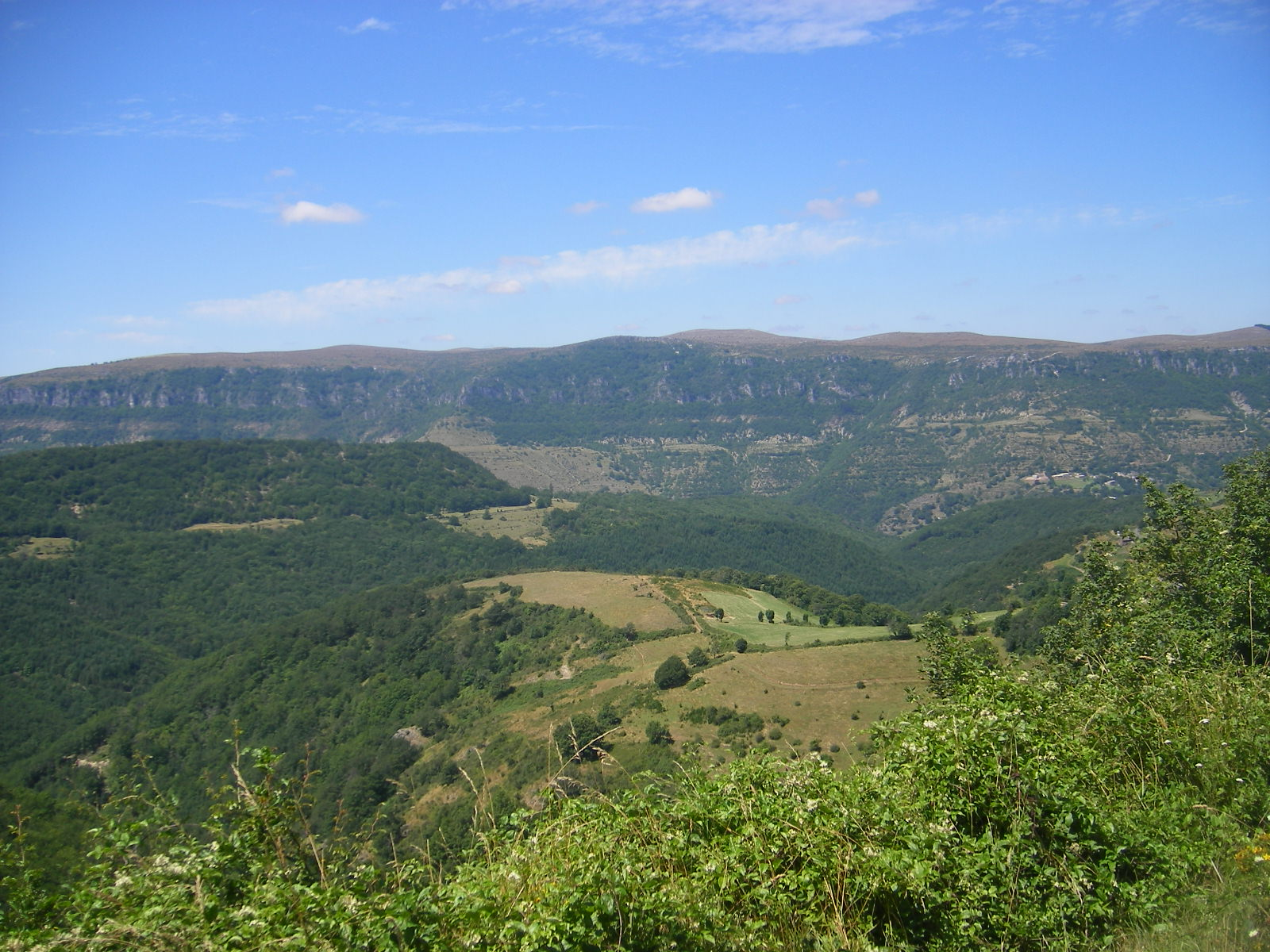
Le causse Méjean depuis Saint-Laurent-de-Trèves.
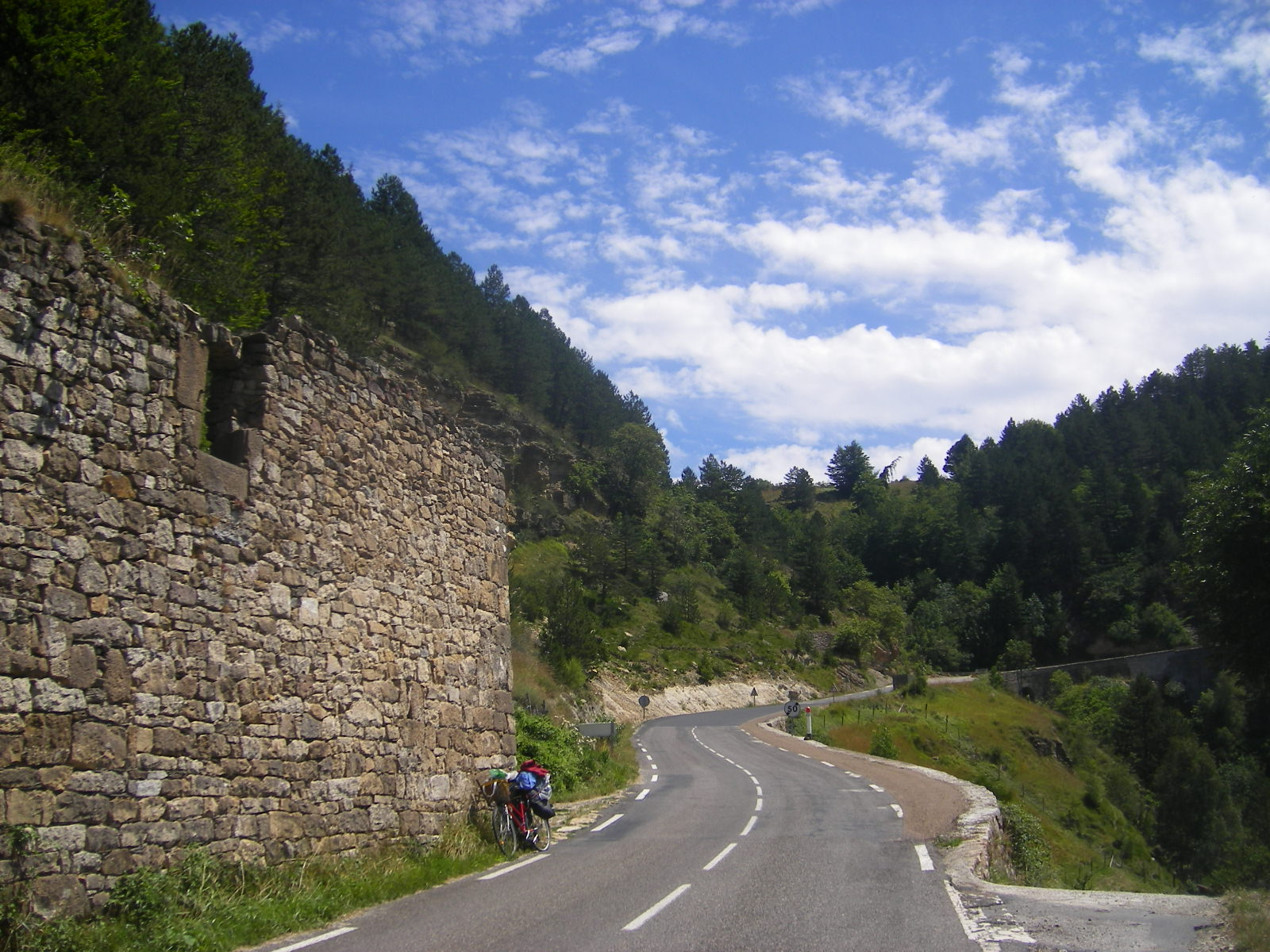
La route de la Corniche au hameau de Nozières.
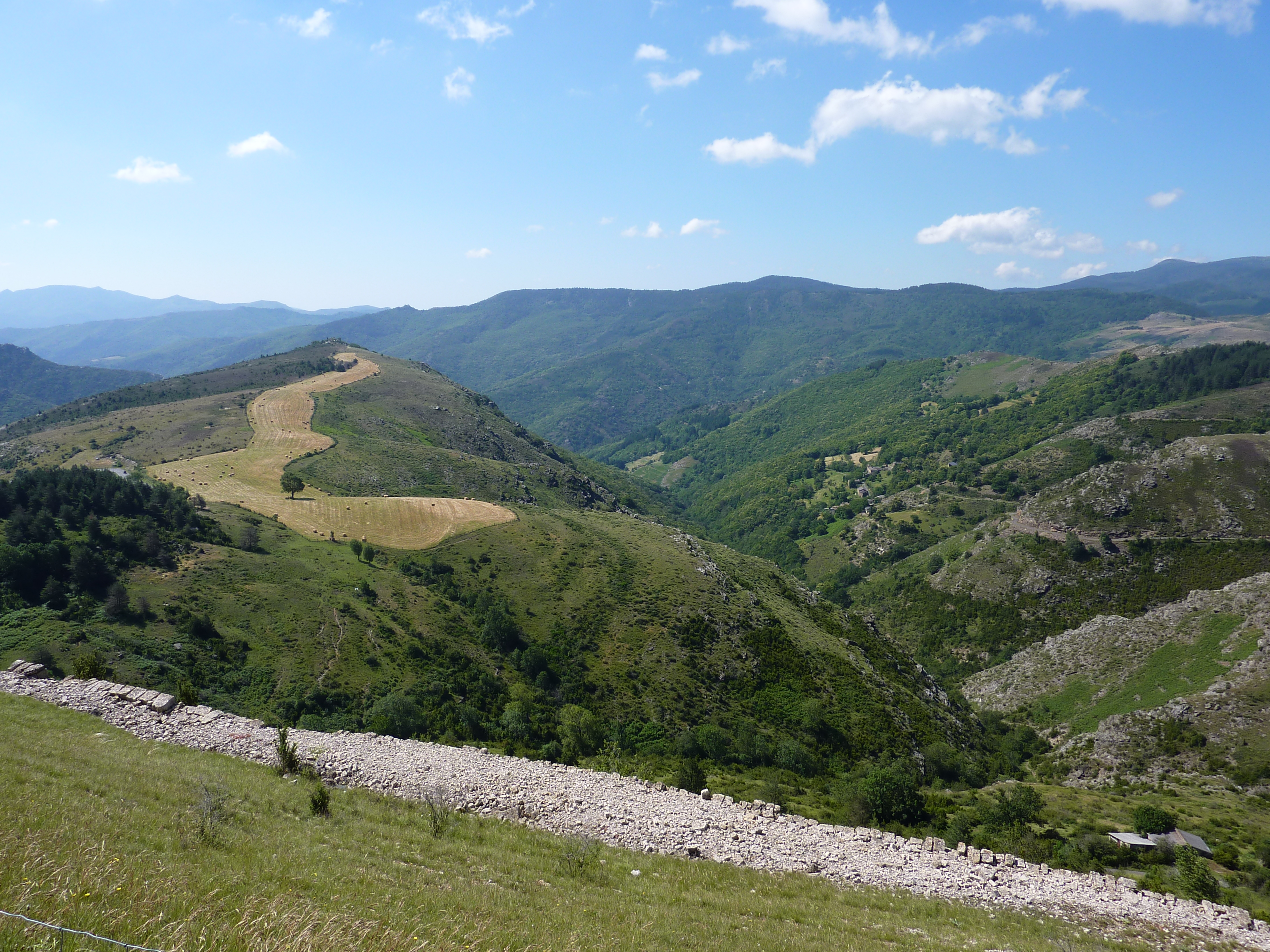
Panorama au col des Faïsses.
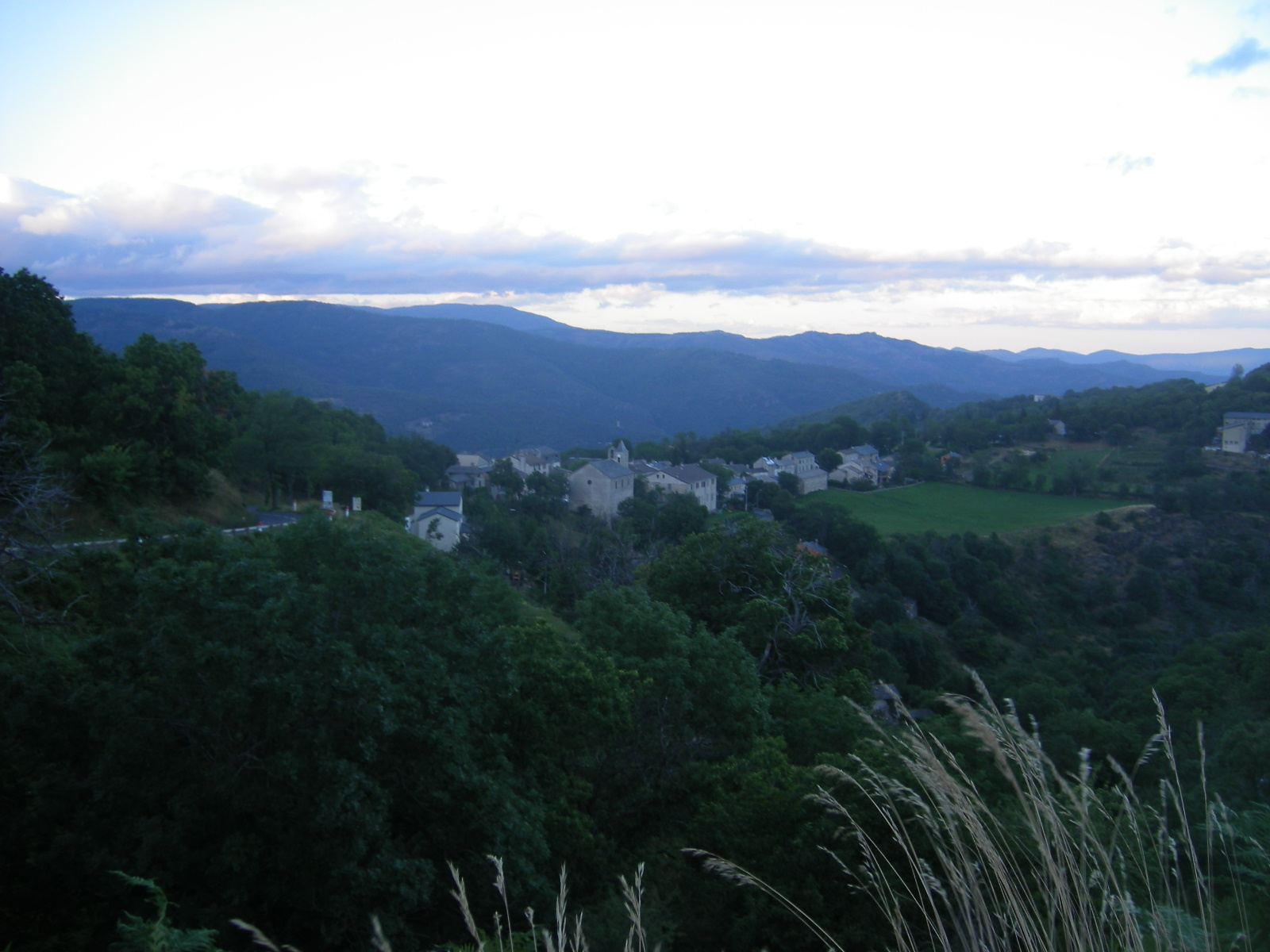
Le Pompidou, village de crête.
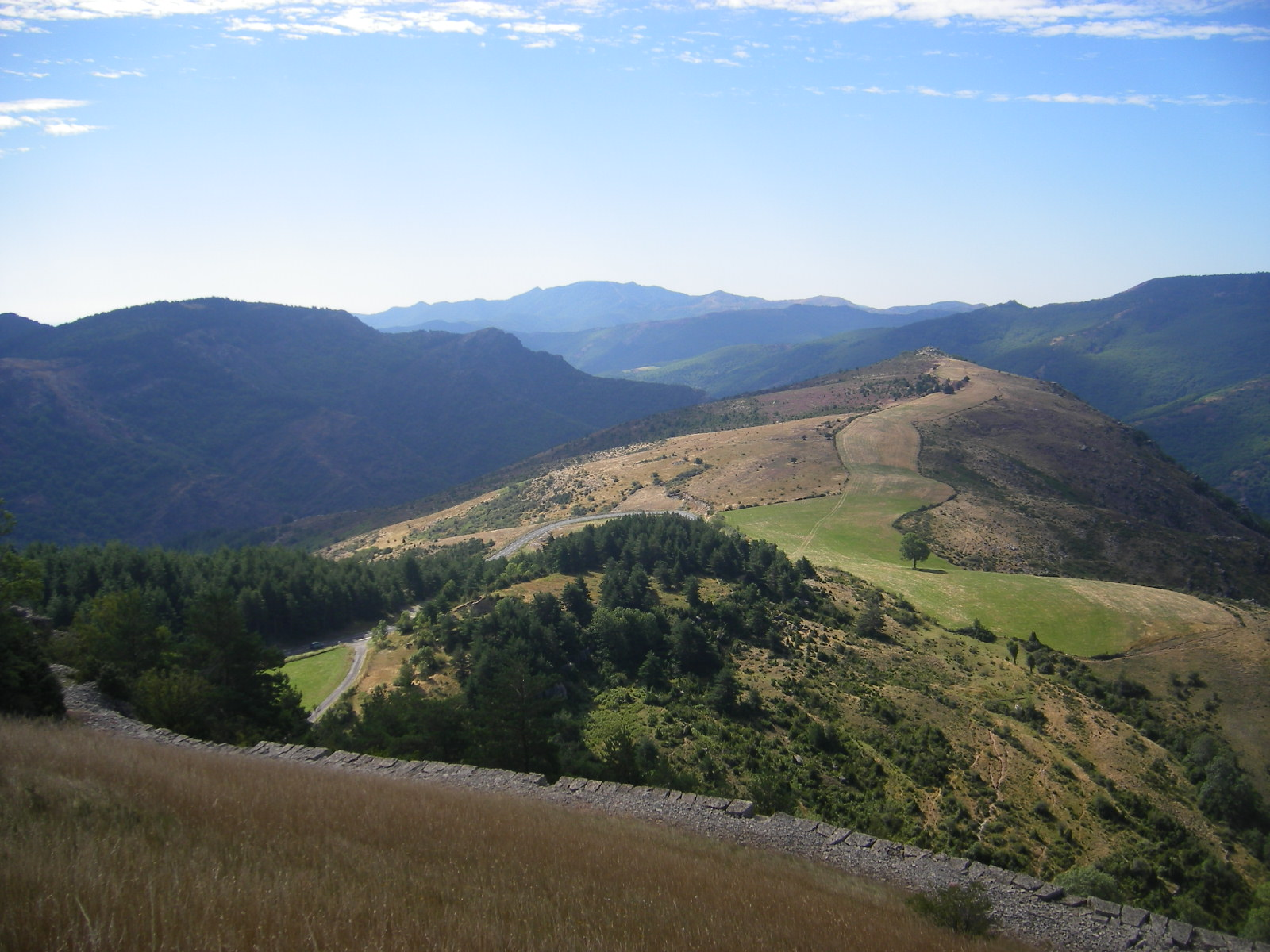
Vue  vers le sud depuis le Can[1] de l'Hospitalet[2], à proximité du Pompidou.
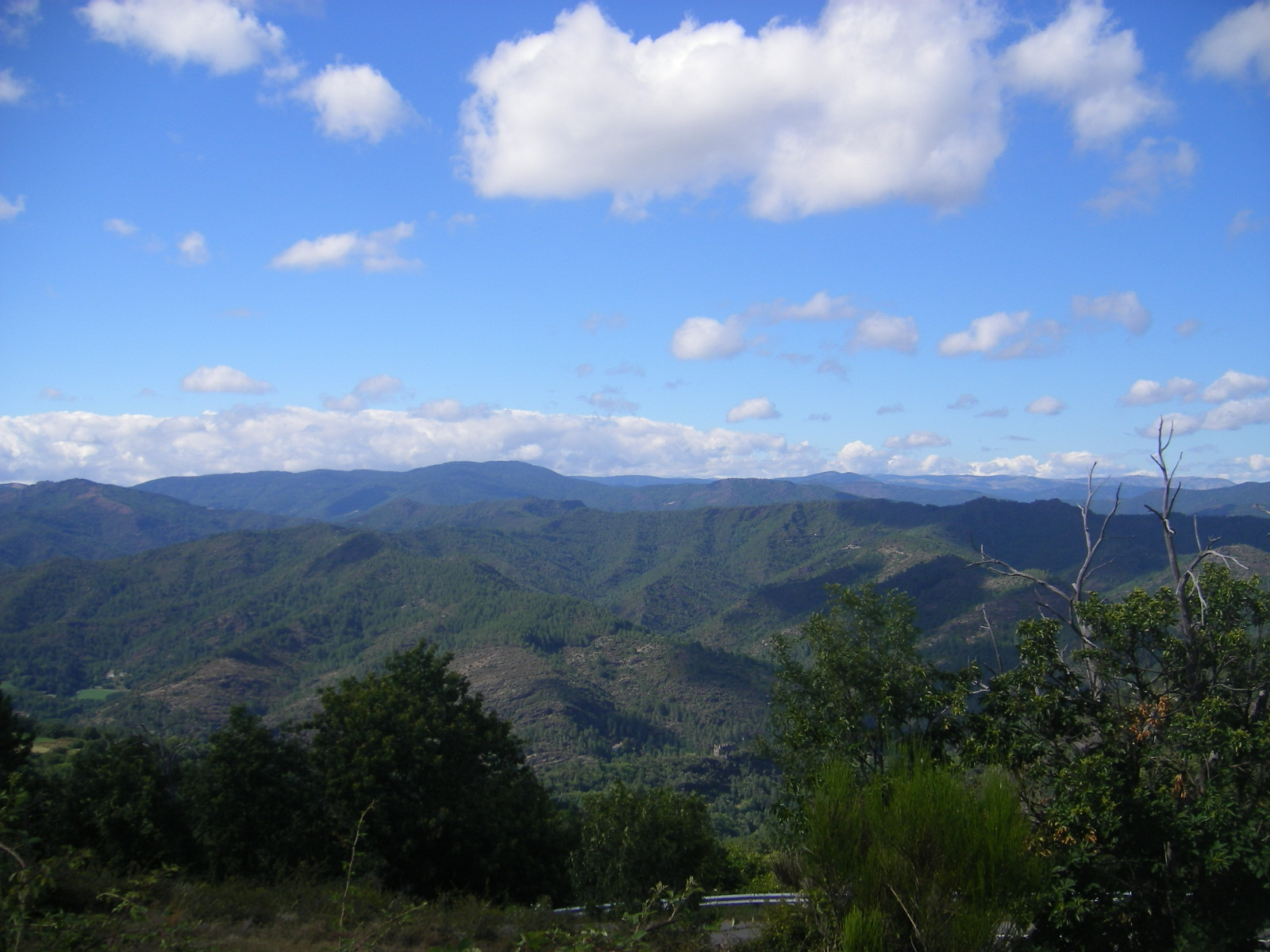
Vue vers le nord depuis le col de l'Exil.
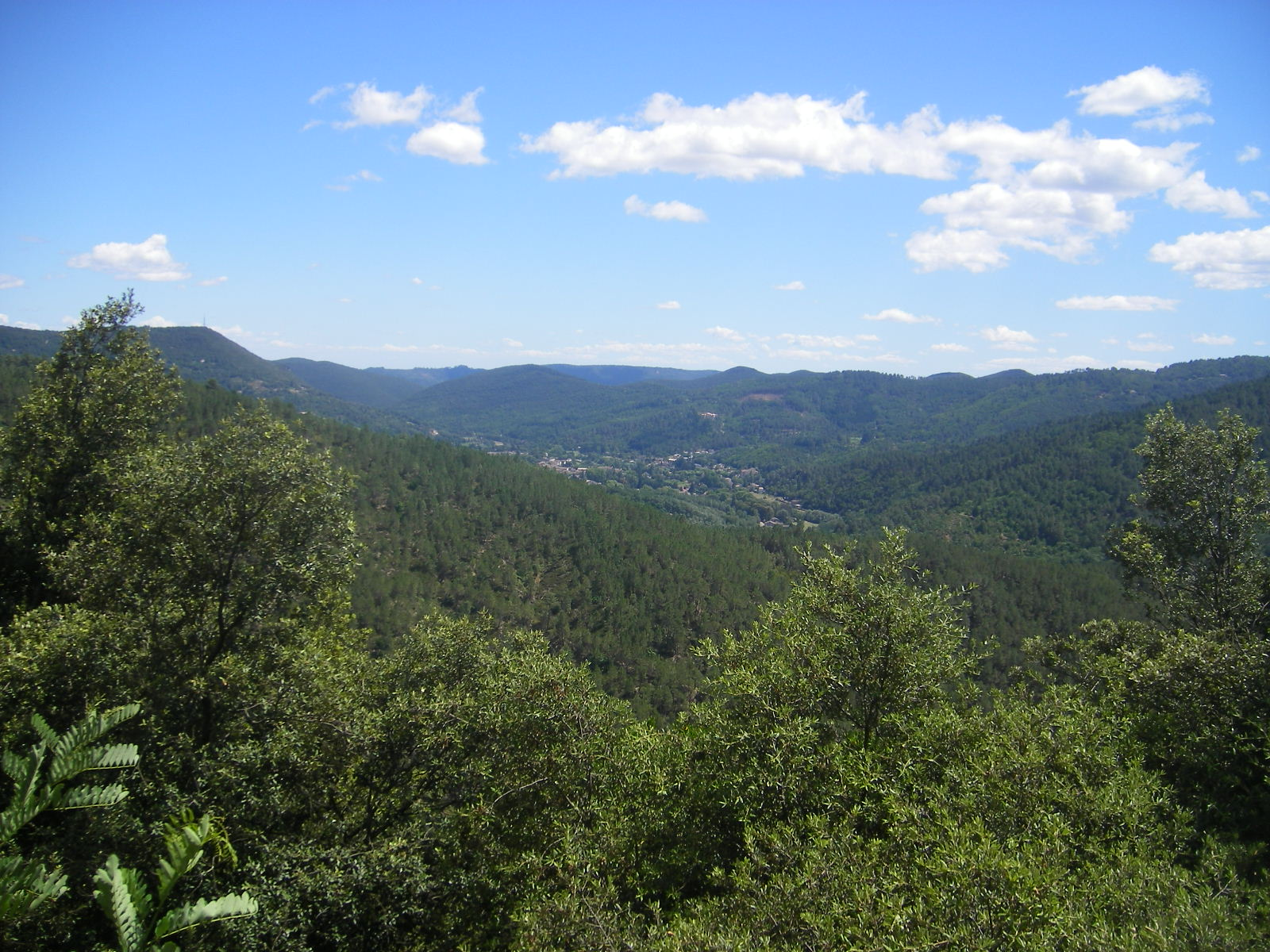
Vue entre col Saint-Pierre et Saint-Jean-du-Gard.